# 国会特快号列车
国会特快（英文：Capitol Limited）是美鐵公司運行於華盛頓與芝加哥之間的兩列客車之一，運行距離為764英里（1,230），途經匹茲堡與克里夫蘭。(另一列車則為行經辛辛那提與印第安納波利斯的紅雀號）。本列車由1981年開始營運，其名稱乃來自巴爾的摩與俄亥俄鐵路公司的国会特快－－其於1971年美鐵公司成立時停駛。本列車於美鐵公司的車次編號為29次與30次車，其編號乃承繼已經停駛的國家特快（National Limited）。
於2011年度国会特快載客量超過225,000人，較前一年增加了3.5%，而總收入則為20,312,544美元，較2010年度增加了 9.3%。
自2024年11月起，国会特快号列车与銀星號列車短暂合并为佛罗里达人号列车。

## 路線

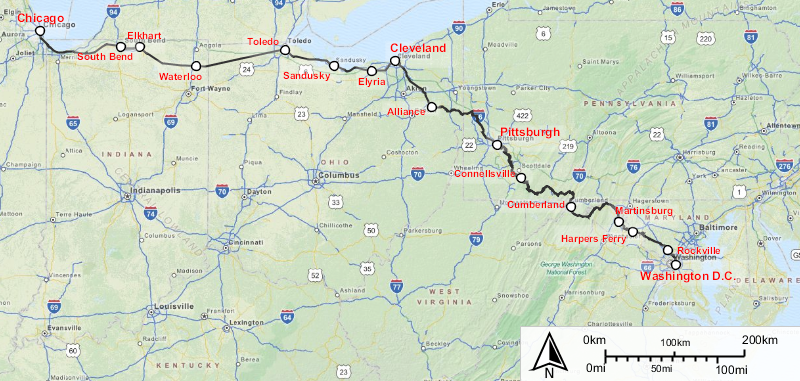
国会特快路線圖 (interactive map)

從華盛頓到匹茲堡之間的路線，大致上是沿著歷史悠久的巴爾的摩與俄亥俄鐵路公司的路線，在河谷與陡坡之間前行，途經波多馬克河上游、 雅各根尼河（Youghiogeny River）、以及門嫩各希拉河（Monongahela River）。從俄亥俄開始路線變得平直。 

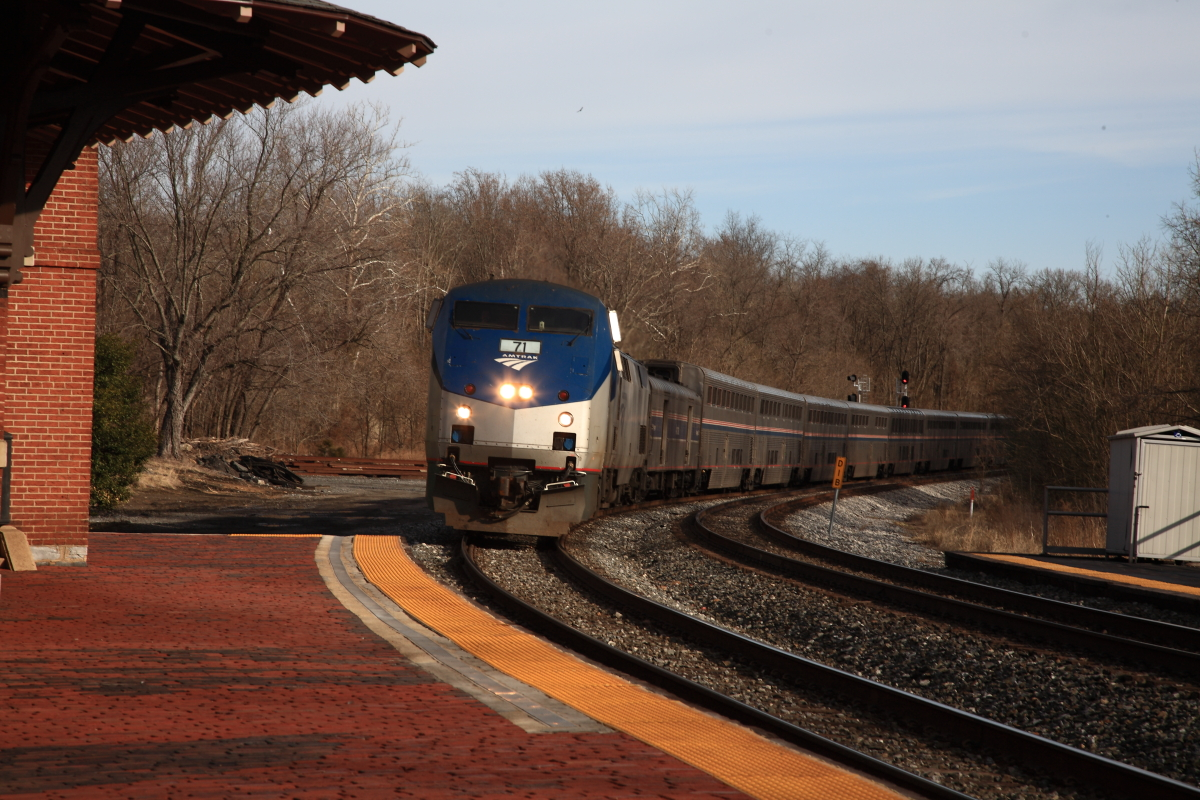
通過馬里蘭州巨岩點車站的国会特快第29次

国会特快行經美鐵、CSX運輸公司、諾福克南方鐵路的下列路段：
- 美鐵，華盛頓端點區段，以及東北走廊的一部份。
- 華盛頓至匹茲堡：CSX 的都會區段（Metropolitan Subdivision）、坎伯蘭區段（Cumberland Subdivision）、坎伯蘭端點區段（Cumberland Terminal Subdivision）、拱心石區段（Keystone Subdivision）、匹茲堡區段（Pittsburgh Subdivision）、 匹茲堡與西方區段（P&W Subdivision）。
- 匹茲堡至阿莱恩斯：諾福克南方鐵路匹茲堡線（Pittsburgh Line）、韋恩堡線（Fort Wayne Line）
- 阿莱恩斯至克里夫蘭：諾福克南方鐵路的克里夫蘭線
- 克里夫蘭至芝加哥：諾福克南方鐵路的芝加哥線（Chicago Line）
- 美鐵，芝加哥端點區段

停靠站：
- 華盛頓哥倫比亞特區聯合車站（WAS）
- 馬里蘭州羅克維爾（RKV）
- 西維吉尼亞州哈珀斯費里（HFY）
- 西維吉尼亞州馬丁斯堡（MRB）
- 馬里蘭州坎伯蘭（CUM）
- 賓夕法尼亞州康奈爾斯維爾（英语：Connellsville, Pennsylvania） PA （COV）
- 賓夕法尼亞州匹茲堡 （PGH）
- 俄亥俄州阿萊恩斯（ALC）
- 俄亥俄州克里夫蘭（CLE）
- 俄亥俄州伊利里亞（ELY）
- 俄亥俄州桑達斯基（SKY）
- 俄亥俄州托萊多（TOL）
- 印第安納州滑鐵盧（WTI）
- 印第安納州埃爾克哈特（EKH）
- 印第安納州南彎（SOB）
- 伊利諾州芝加哥聯合車站（CHI）

## 列車車輛編組
列車編成舉例（2009年6月28日）
- 東行第30次列車，於托莱多
- 柴電機車GE P42DC #172
- 柴電機車GE P42DC #124
- 行李車 #1132
- 雙層合造工作人員用車 #39039
- 雙層臥車 #32027
- 雙層臥車 #32104
- 雙層餐車 #38030
- 雙層觀景瞭望車 #33029
- 雙層客車 #34098
- 雙層行李客車合造車 #31035
- 雙層客車 #34077

2010年3月美鐵有一份文件定義了国会特快的標準編成包括一輛行李車、一輛合造工作人員用車、兩輛臥車、一輛餐車、一輛觀景瞭望車、一輛行李客車合造車、兩輛客車。

## 外部連結
- Amtrak - Capitol Limited（页面存档备份，存于）